# 小沢栄一
小沢 栄一（おざわ えいいち、1910年4月1日 - 1986年1月6日）は、日本史学者。東京学芸大学名誉教授。
1938年東京文理科大学卒。1959年「十九世紀日本啓蒙史学の研究」で東京教育大学文学博士。東京学芸大学助教授、教授、75年定年退官、名誉教授、國學院大學教授。

## 著書
- 『国史・上代』研究社学生文庫 1940
- 『日本古典学の伝統』ふたら書房 日本思想史研究 1942
- 『祖先の話』やまと書苑 1948
- 『日本文化の形成 [第1] (上代)』同学社 1949
- 『国際理解と社会科における歴史教育』古今書院 1952
- 『鎌倉と南北朝 鎌倉・南北朝時代』偕成社 少年少女日本の歴史 1966
- 『近代日本史学史の研究 一九世紀日本啓蒙史学の研究』吉川弘文館 1966-68
- 『近世史学思想史研究』吉川弘文館 1974

### 共編著
- 『日本史概要』共著 清水書院 1951
- 『学習活用資料日本史』高井浩,小田泰正共編 清水書院 学習活用資料シリーズ 1952
- 『研究日本史』小田泰正共編著 清水書院 1956
- 『社会科の系統的指導計画』編 明治図書出版 1960
- 歴史学習の構造的展開』山口康助共編著 新光閣書店 1964

翻訳
- C・P・ヒル『新しい歴史教育のあり方 世界理解のために』古今書院 ユネスコ各国教師のためのシリーズ 1955

## 論文
- 小沢栄一